# Poland Spring (obszar niemunicypalny)
Poland Spring – obszar niemunicypalny miasta Poland położona na południe od jeziora Lower Range i na wschód od jeziora Middle Range. 

## Komunikacja
- Przez miejscowość przebiega Maine State Route 26 z Portland w hrabstwie Cumberland do Lemington w stanie Vermont oraz Maine State Route 122 do Auburn[2][3].